# Commissione Dewey

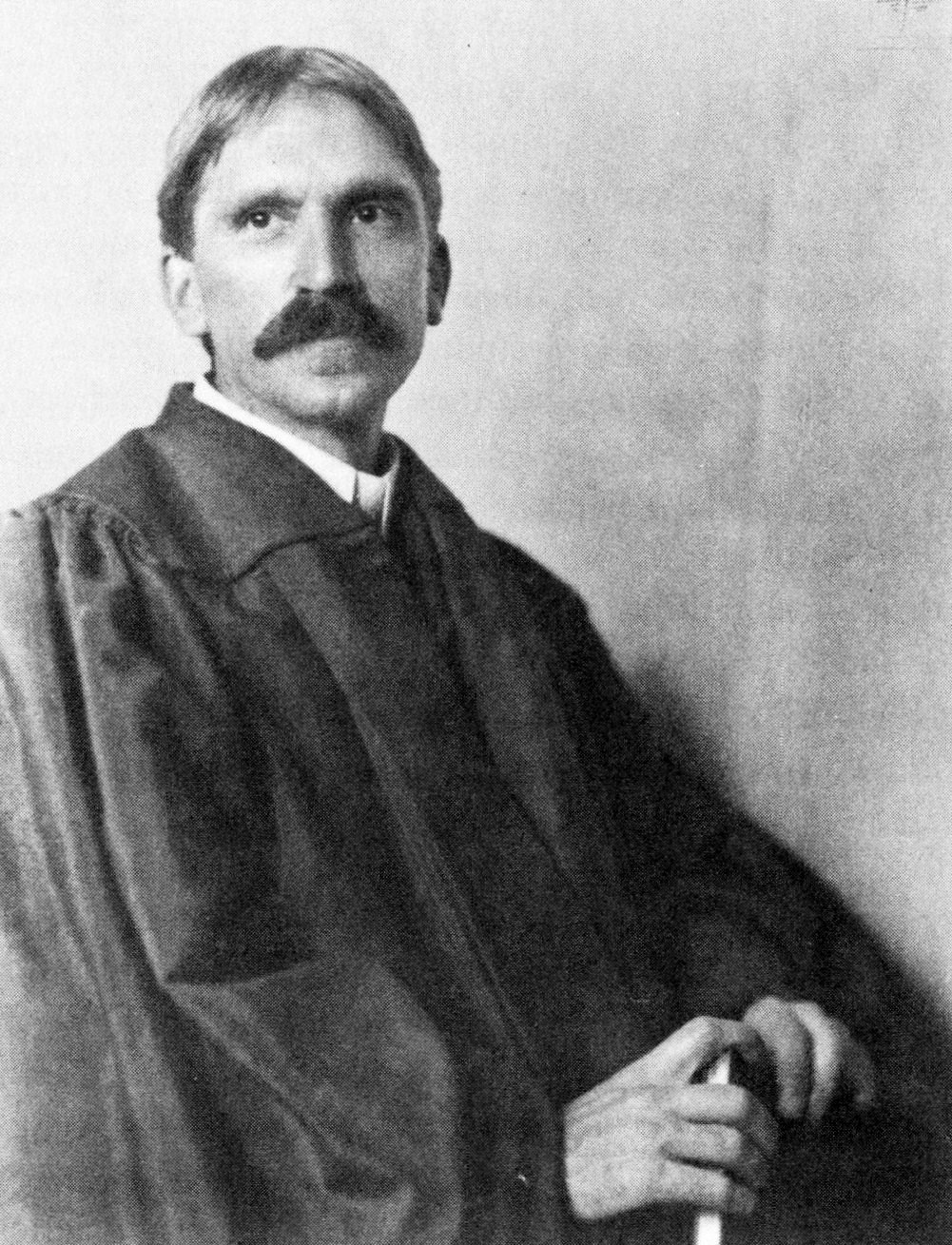
John Dewey in un'immagine del 1902

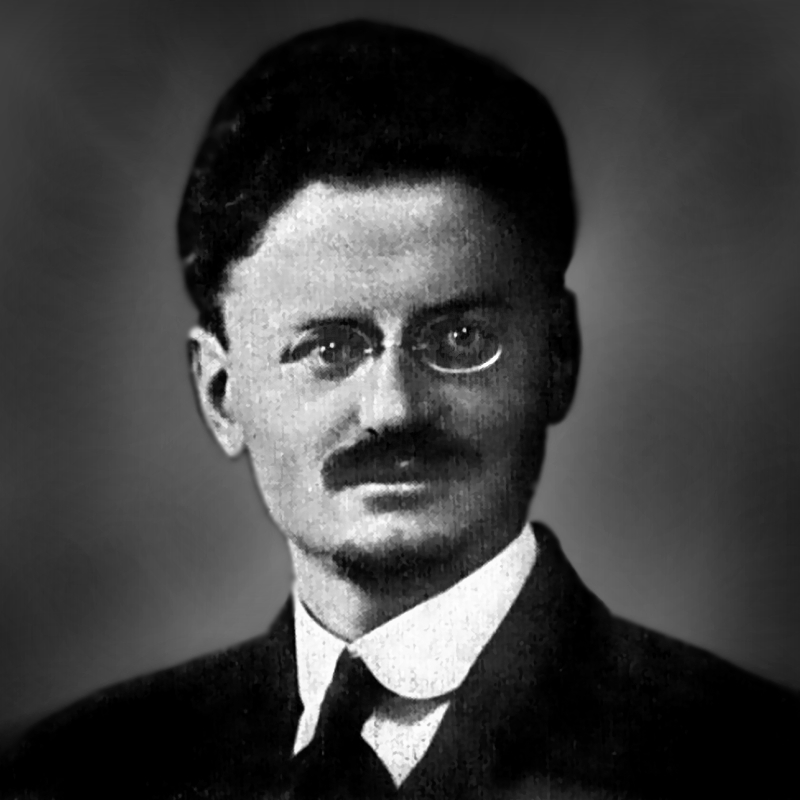
Leon Trotsky

La Commissione Dewey (denominazione usuale della "Commission of Inquiry into the Charges Made against Leon Trotsky in the Moscow Trials"),

così chiamata dal nome del suo presidente, il filosofo statunitense John Dewey, nacque nel marzo del 1937, 
promossa dalla American Committee for the Defense of Leon Trotsky.

## Storia
La Commissione aveva il compito di esaminare la veridicità delle accuse rivolte al rivoluzionario russo Leon Trotsky, uno dei massimi protagonisti della rivoluzione d'ottobre, nel corso dei cosiddetti processi di Mosca, 

svoltisi nella capitale dell'Unione Sovietica a partire dall'agosto del 1936.
I processi videro imputati, e poi in gran parte giustiziati, alcuni tra i maggiori esponenti del regime sovietico accusati di tradimento, spionaggio e collusione con i nemici del regime e, in particolare, primo tra tutti, in accordo con Trotsky.

Trotsky, giudicato in contumacia, tenace avversario di Stalin, fu da questi, dopo la morte di Lenin (21 gennaio 1924) e la conseguente lotta per la sua successione, prima espulso dal partito (12 novembre 1927), poi esiliato in Kazakistan ed infine (17 gennaio 1929) costretto a lasciare l'Unione Sovietica.
I processi moscoviti furono l'episodio iniziale di un più vasto fenomeno, le grandi purghe staliniane, che coinvolse anche politici di minore rilievo, dirigenti, militari e semplici cittadini e suscitarono una notevole impressione negli intellettuali occidentali. Fecero scalpore, in particolare, le confessioni, apparentemente spontanee, degli accusati, uomini che per il loro passato rivoluzionario sembravano immuni da colpe tanto 
infamanti.

Oltre al presidente Dewey, facevano parte della Commissione Carleton Beals, Otto Ruehle, Benjamin Stolberg, Suzanne LaFollette, Alfred Rosmer, 
Wendelin Thomas, Edward A. Ross, John Chamberlain, l'italiano Carlo Tresca, e Francisco Zamora.
Cinque componenti della Commissione, John Dewey, Carleton Beals, Otto Ruehle, Benjamin Stolberg, Suzanne LaFollette (segretaria),

si recarono, nell'aprile 1937, a Coyoacán, nel rifugio messicano di Trotsky, per raccogliere le sue testimonianze. Le audizioni furono 
tredici: dal 10 al 17 aprile. 

Trotsky fu assistito dall'avvocato Albert Goldman; Carleton Beals si dimise dopo l'undicesima audizione.

Le conclusioni del lavori della Commissione, che ritenne le accuse contro Trotsky infondate, furono rese pubbliche a New York il 21 settembre del 1937 e pubblicate in un libro dal titolo Not Guilty (non colpevole).
Il responso della Commissione Dewey, che esaminò con cura deposizioni e fatti, fu in buona parte ignorato, anche dalla pubblica opinione più partecipe.

Un manifesto critico verso la Commissione fu firmato da alcuni intellettuali americani, tra i quali lo scrittore e poeta Theodore Dreiser, il filosofo Corliss Lamont, il giornalista Maxwell "Max" Alan Lerner. 
 
Un altro dei firmatari, il critico letterario Granville Hicks, «ne fece in seguito onorevole ammenda».